# Micul dodecahemicosaedru
În geometrie micul dodecahemicosaedru este un poliedru uniform neconvex, cu indicele U62. Are 22 de fețe (12 pentagrame și 6 hexagoane), 60 de laturi și 30 de vârfuri. Un poliedru neconvex are fețe care se intersectează care nu reprezintă laturi sau fețe noi. Doar cele marcate cu sfere aurii sunt vârfuri, iar cele cu linii argintii sunt laturi.
Este un hemipoliedru cu 6 fețe hexagonale care trec prin centrul poliedrului. Figura vârfului este un antiparalelogram.
Colorarea fețelor sale se poate face în două feluri, în funcție de ce se consideră interior, respectiv exterior al fețelor.
| Colorare tradițională | Colorare modulo-2 |

## Mărimi asociate

### Coordonate carteziene
Având în comun vârfurile cu icosidodecaedrul, coordonatele carteziene ale vârfurilor micului dodecahemicosaedru cu lungimea laturii 2φ, centrat în origine,
{\displaystyle \left(\,\pm 1,\,\pm \varphi ,\,\pm \varphi ^{2}\,\right)}
unde {\displaystyle \varphi ={\frac {1+{\sqrt {5}}}{2}}} este secțiunea de aur.

### Raza circumscrisă
Deoarece fețele hexagonale trec prin centrul poliedrului, raza circumscrisă este egală cu laturile poliedrului.

## Poliedre înrudite
Anvelopa sa convexă este icosidodecaedrul. Are în comun aranjamentul laturilor cu dodecadodecaedrul (având în comun fețele pentagramice) și cu marele dodecahemicosaedru (având în comun fețele hexagonale).

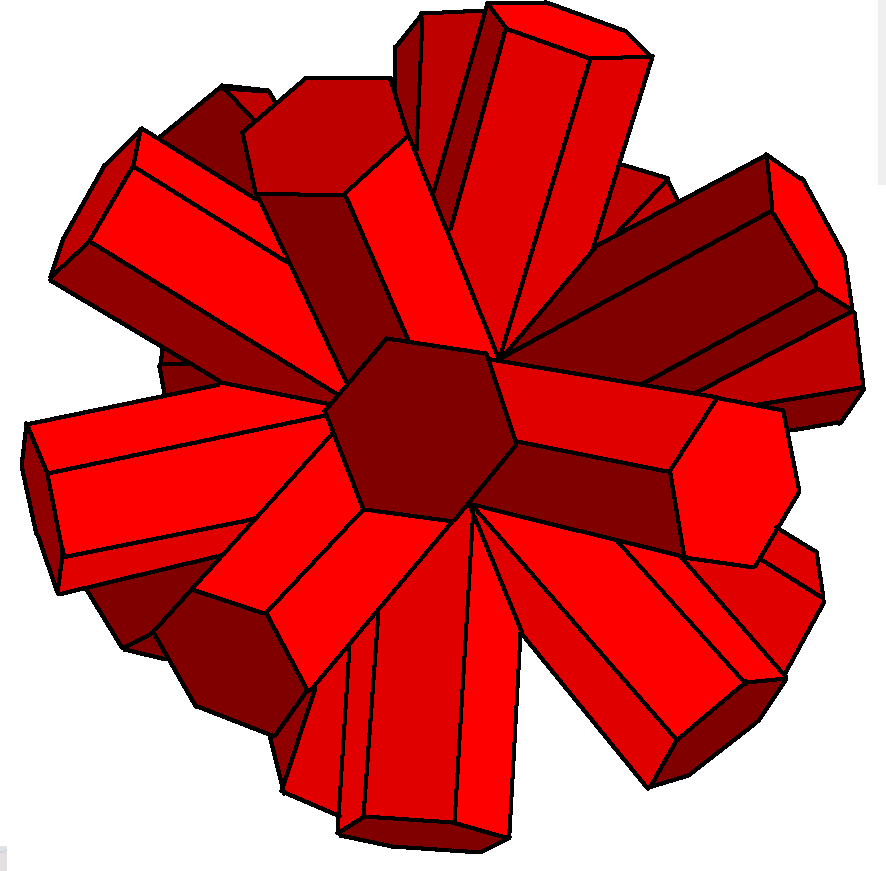
Dual: micul dodecahemicosacron

| Dodecadodecaedru          | Micul dodecahemicosaedru           |
| Marele dodecahemicosaedru | Icosidodecaedru (anvelopa convexă) |

### Poliedru dual
Dualul său este micul dodecahemicosacron.